# Peter Dorsch
Peter Dorsch (* 1964 in Kaiserslautern) ist ein deutscher Theaterregisseur.
Der gelernte Maschinenbauer besuchte 1988 die Badische Schauspielschule und arbeitete anschließend als Regieassistent am Badischen Staatstheater Karlsruhe.
1991 gab er mit dem Kabarett A-Z und dem Programm "Höllisches Vergnügen in himmlischen Dimensionen" sein Regiedebüt.
Von 2004 bis 2008 war Peter Dorsch Regieassistent am Thalia Theater Hamburg (u. a. bei David Bösch, Nuran David Calis, Jorinde Dröse, Erik Gedeon, Stephan Kimmig und Andreas Kriegenburg). Es folgten weitere Regieassistenzen bei den Salzburger Festspielen, den Bregenzer Festspielen, sowie am Wiener Burgtheater.
Von 2007 bis 2012 arbeitete Peter Dorsch als freier Regisseur, (u. a. Hausregisseur beim Kabarett A-Z), Dozent und Autor.
2012 war er Vorsitzender des Dramatikerwettbewerbs "STÜCKE SCHIESSEN". Von 2014 bis 2016 übernahm er die künstlerische Leitung des Logensaals der Hamburger Kammerspiele.
Peter Dorsch lebt in Hamburg.

## Inszenierungen (Auswahl)
- 1992: Jederzeit Streitbereit von Frank Zollner – Kabarett A–Z, Köln
- 1993: Robin Hood von Andy Kessler – Kinder- und Jugendtheater Karlsruhe
- 1994: Max und Moritz von Wilhelm Busch – Kinder- und Jugendtheater Karlsruhe
- 1994: Sorglos ins Chaos von Frank Zollner – Kabarett A–Z, Köln
- 1994: Die Katze auf dem heißen Blechdach von Tennessee Williams – Theater DIE INSEL, Karlsruhe
- 2006: Claus Peymann kauft sich eine Hose und geht mit mir essen von Thomas Bernhard – Thalia Theater, Hamburg
- 2006: Deutsche Zustände von Thomas Bernhard / Rainer Werner Fassbinder / Christoph Schlingensief – Thalia Theater, Hamburg
- 2007: Vatersprache von Albert Ostermaier – Landestheater Schwaben, Memmingen
- 2007: Tagträumer von William Mastrosimone – Kulturhaus III&70, Hamburg
- 2007: Nur Kinder, Küche, Kirche von Dario Fo / Franca Rame – Landestheater Schwaben, Memmingen
- 2007: Grüne Organe (UA) von Astrid Kohlmeier – Landestheater Schwaben, Memmingen
- 2008: Unschuld von Dea Loher – Theaterlabor Bremen
- 2009: Finnisch von Martin Heckmanns – Kabarett A–Z, Köln
- 2009: Der Teufel mit den drei goldenen Haaren von Gebrüder Grimm / Peter Dorsch – Kabarett A–Z, Köln
- 2009: Vincent River von Philip Ridley – Kaltstart Festival Hamburg & Fleetstreet
- 2010: Jagdszenen aus Niederbayern von Martin Sperr – Theaterlabor Bremen
- 2010: Die Signatur des Pelikans von August Strindberg – Fleetstreet, Hamburg
- 2010: Ewig Jung von Erik Gedeon – Westfälische Kammerspiele Paderborn
- 2010: Feuchtgebiete von Charlotte Roche – Kaltstart Festival Hamburg & Hafenklang
- 2010: Schamlos Ehrlich von Frank Zollner – Kabarett A–Z, Köln
- 2010: Après Ski! – Eine romantische Liebesrevue von Peter Dorsch / Dietrich Bartsch – Landestheater Schwaben, Memmingen
- 2011: Männer von Franz Wittenbrink – Westfälische Kammerspiele Paderborn
- 2011: Ein bisschen Frieden – eine musikalische Abrüstung von Dominik Stosik – Theater Osnabrück
- 2011: Jim Knopf und Lukas der Lokomotivführer von Michael Ende – Städtische Bühnen Münster
- 2012: hopp hopp hopp – Musikalische Marktforschung von Felix Oliver Schepp – DAS SCHIFF, Hamburg
- 2012: Ich bin das Glück dieser Erde von Rainer Werner Fassbinder – Logensaal in den Hamburger Kammerspielen
- 2012: Beate U. – Aus einem Frauenleben in Schleswig-Holstein (UA) von Peter Schanz – Schleswig-Holsteinisches Landestheater
- 2014: Alte Meister von Thomas Bernhard – Logensaal in den Hamburger Kammerspielen
- 2014: Die Legende vom heiligen Trinker von Joseph Roth – Logensaal in den Hamburger Kammerspielen
- 2015: Das Ei ist hart von Loriot – Logensaal in den Hamburger Kammerspielen
- 2015: Orlandos Songs – Ein musikalischer Sturz durch Zeit und Raum nach Virginia Woolf – Logensaal in den Hamburger Kammerspielen
- 2016: L’Amant: Der Liebhaber von Marguerite Duras – Logensaal in den Hamburger Kammerspielen
- 2019: MARLENE DIETRICH: I AM GOOD. Musikalischer Abend von Christa Krings und Peter Dorsch - Theater in der Marzipanfabrik, Hamburg